# Xitlalitl Rodríguez Mendoza
Xitlalitl Rodríguez Mendoza también conocida como Sisi Rodríguez (Guadalajara, Jalisco, 1982) es una escritora y editora mexicana. Licenciada en Letras Hispánicas por la Universidad de Guadalajara. Ha sido becaria del Fondo Nacional para la Cultura y las Artes en dos ocasiones. Obtuvo el Premio Nacional de Poesía Ignacio Manuel Altamirano en 2015.
Ha publicado cinco libros de poesía entre los que destacan Datsun (publicado por Punto de partida de la UNAM), Catnip (editado en la colección La Ceibita, del Programa Tierra Adentro) y Jaws: Tiburón (publicado por Mantis Editores y ganador del Premio Nacional de Poesía Ignacio Manuel Altamirano.
Sus poemas también forman parte de antologías como Mis más lindos poemas (Mantarraya Ediciones), Radial. Poesía contemporánea de Brasil y México (Ediciones el Billar de Lucrecia), Antología XX años del FONCA (Conaculta), Arbitraria: muestrario de poesía y ensayo (Antílope), Sombra roja: diecisiete poetas mexicanas (1964-1985) (Vaso Roto), entre otras.

## Obra publicada
- Polvo lugar, La Zonámbula, 2007.
- Datsun, Ediciones Punto de Partida/UNAM, 2009.[4]
- Catnip, Tierra Adentro/Conaculta, 2011.[5]
- Apache y otros poemas de vehículos autoimpulsados, Mono Ediciones/Conaculta, 2013.
- Jaws: Tiburón, Mantis Editores/Conaculta/Secretaría de Cultura del Estado de Guerrero, 2015.[6]
- Poesía y desempleo. 2021.[7]

## Reconocimientos
- Premio Nacional de Poesía Ignacio Manuel Altamirano 2015.[1]